# A1 (diploma)
A1 is de verouderde benaming van het diploma, behaald in het Vlaamse hoger onderwijs buiten de universiteit. Tot in de jaren zestig van de 20ste eeuw werden de benamingen van de (toen nog Belgische) niet-universitaire diploma's ingedeeld in niveaus. A1 was het hoogste niveau, volgend op de A2. Het werd behaald aan een hogeschool. Dikwijls was de hogeschool immers ook verbonden aan een secundaire school, zodat er een logische doorstroming was van bijvoorbeeld A2-elektriciteit of A2-handel naar een hoger niveau: A1-elektriciteit/elektronica of A1-boekhouden. De oude indeling blijft begin 21ste eeuw nog hardnekkig bestaan, meer dan veertig jaar na de afschaffing ervan, omdat betrokkenen (bijvoorbeeld studenten, werkgevers, interimkantoren en personeelsdiensten) ermee vertrouwd zijn.
In het volwassenenonderwijs bestond een gelijkaardige opleidingsindeling naar niveau. De A werd er vervangen door een B, dus B2 was van het niveau A2. Een B1 was dan hoger onderwijs, behaald in het avondonderwijs.
Het huidige niveau dat overeenstemt met A1 is de professionele bachelor en met B1 HBO5 graduaatsopleiding. Een A1-diploma is niet hetzelfde als een academische bachelor (aan een universiteit). A1'ers zijn vergelijkbaar met de Nederlandse hts'ers of heao'ers.